# Die Heimat Baden-Württemberg
Die Heimat Baden-Württemberg, bis 2023 NPD Baden-Württemberg, ist der Landesverband der rechtsextremen Partei Die Heimat in Baden-Württemberg. Bei der Landtagswahl in Baden-Württemberg 1968 konnte sie zum ersten und einzigen Mal in den baden-württembergischen Landtag einziehen. Sie erreichte mit 9,8 % das höchste Ergebnis, das die NPD jemals bei Landtagswahlen erzielen konnte.

## Geschichte
Nach der Gründung der NPD im Jahr 1964 bildeten sich rasch Landesverbände. Der Landesverband Baden-Württemberg entstand 1965, Wilhelm Gutmann wurde zum ersten Landesvorsitzenden gewählt. Auch in Baden-Württemberg bildeten die Strukturen der sich auflösenden DRP die Grundlage der Organisation der neuen Partei.
Die Landtagswahl in Baden-Württemberg 1968 fand kurz nach den „Osterunruhen“ statt, die nach dem Attentat auf Rudi Dutschke am 11. April 1968 stattfanden. Dieses Ereignis war nach Meinung der meisten Beobachter Hauptgrund für das schlechte Abschneiden der SPD und das höchste Ergebnis der NPD, das diese Partei jemals bei Landtagswahlen erreichte. Sie profitierte dabei von der im Bund regierenden Großen Koalition. Durch dieses Bündnis war die CDU in die Mitte gerückt, und der NPD gelang es, unzufriedene Wähler vom rechten Rand zu gewinnen.
Der Wahlsieg blieb Episode. Die NPD verzichtete bei der Landtagswahl in Baden-Württemberg 1972 auf eine erneute Kandidatur und forderte stattdessen ihre Anhänger auf, die CDU zu wählen. Dieser Entscheidung war eine Serie von Wahlniederlagen der NPD vorausgegangen, in deren Folge sie bei keiner Wahl die Fünf-Prozent-Hürde überwinden konnte und somit ihre Mandate in allen Landtagen verloren hatte.
2023 folgte der Landesverband der Mutterpartei und benannte sich in Die Heimat um.

## NPD -Neugründung
Nachdem sich die Bundespartei und in der Folge auch die Mutterpartei in Die Heimat umbenannt hatten, folgte der NPD-Kreisverband Rhein-Neckar diesem Schritt nicht. Der Kreisverband behielt den bisherigen Namen und gründete im Frühjahr 2024 einen NPD-Landesverband. Hauptinitiator war der ehemalige NPD-Landesvorsitzende Jan Jaeschke.

### Wahlergebnisse bei Landtagswahlen ab 1966
| Landtagswahlergebnisse | Landtagswahlergebnisse | Landtagswahlergebnisse | Landtagswahlergebnisse |
| Jahr                   | Stimmen                | Sitze                  |                        |
| ---------------------- | ---------------------- | ---------------------- | ---------------------- |
| 1968                   | 9,82 %                 | 12                     |                        |
| 1972                   | n. a.                  | —                      |                        |
| 1976                   | 0,95 %                 | —                      |                        |
| 1980                   | 0,05 %                 | —                      |                        |
| 1984                   | n. a.                  | —                      |                        |
| 1988                   | 2,09 %                 | —                      |                        |
| 1992                   | 0,90 %                 | —                      |                        |
| 1996                   | n. a.                  | —                      |                        |
| 2001                   | 0,17 %                 | —                      |                        |
| 2006                   | 0,74 %                 | —                      |                        |
| 2011                   | 0,97 %                 | —                      |                        |
| 2016                   | 0,44 %                 | —                      |                        |
| 2021                   | n. a.                  | —                      |                        |

## Personen

### Landtagsabgeordnete
- Karl Baßler, ab September 1971 fraktionslos
- Helmut Epperlein; † 8. Februar 1969
- Thomas Fodi, ab 17. Februar 1969
- Wilhelm Gutmann
- Friedrich Heckmann
- Max Knorr
- Rolf Kosiek
- Rolf Krause
- Friedrich Kübler
- Werner Kuhnt
- Martin Mußgnug
- Peter Stöckicht
- Reinhold Wild, ab Dezember 1971 fraktionslos

### Fraktionsvorsitzende
- Wilhelm Gutmann, bis Ende 1968
- Werner Kuhnt, 1969 bis 1972

### Vorsitzende
| Zeitraum        | Name                |
| --------------- | ------------------- |
| 1965 bis 1968   | Wilhelm Gutmann     |
| 1968 bis 1972   | Martin Mußgnug      |
| 1972 bis 1978   | Werner Kuhnt        |
| 1978 bis 1991   | Jürgen Schützinger  |
| 1991 bis 1992   | Günter Deckert      |
| 1992 bis 1998   | Hartmut Hildebrandt |
| 1998 bis 2002   | Michael Wendland    |
| 2002 bis 2005   | Siegfried Härle     |
| 2005 (4 Monate) | Günter Deckert      |
| 2005 bis 2013   | Jürgen Schützinger  |
| 2013 bis 2016   | Alexander Neidlein  |
| 2016 bis 2020   | Janus Nowak         |
| 2020 bis 2023   | Jan Jaeschke        |
| seit 2023       | Marina Djonovic     |